# Гектолитр
Гектолитр (русское обозначение — гл; международное — hl или hL; от гекто- и литр) — внесистемная кратная единица объёма. С единицей объёма Международной системы единиц (СИ) связан соотношением: 1 гл = 10-1 м3.
Одна из наиболее часто используемых объёмных мер в виноделии; в Голландии носит также название мюид.
- 1 гл = 100 литров[2]
- 1 гл = 21,997 галлонов
- 1 гл = 100 кубических дециметров
- 1 гл = 100000 кубических сантиметров
- 1 гл = 10 декалитров
- 1 гл = 100000 миллилитров